# Chủ nghĩa tự do (quan hệ quốc tế)
Chủ nghĩa tự do là một trong những trường phái chính của lý thuyết quan hệ quốc tế. Nó bắt nguồn từ những tư tưởng tự do rộng rãi hơn, phát triển từ Thời kỳ Khai sáng. Những vấn đề chủ yếu mà nó đề cập tới là làm sao đạt được hòa bình và hợp tác lâu dài trong quan hệ quốc tế, và các phương pháp khác nhau để có thể góp phần đạt được mục đích đó.
Chủ nghĩa tự do nhấn mạnh mối quan hệ rộng rãi giữa các nước với nhau làm cho khó mà định nghĩa được quyền lợi riêng của một nước và làm giảm đi sự hữu dụng của sức mạnh quân sự.

## Quan điểm
Chủ nghĩa tự do phát triển mạnh trong thập niên 1970 khi một số học giả bắt đầu cho là chủ nghĩa hiện thực đã lỗi thời. Sự gia tăng việc toàn cầu hóa, sự phát triển nhanh chóng của công nghệ thông tin cũng như sự tăng trưởng mậu dịch quốc tế có nghĩa là các quốc gia không thể chỉ dựa vào chính trị quyền lực đơn giản để mà quyết định các vấn đề. Những tiếp cận tự do trong quan hệ quốc tế cũng được gọi là các lý thuyết lệ thuộc lẫn nhau phức tạp.
Chủ nghĩa tự do nhận xét như sau: 
- Thế giới là một nơi ác nghiệt và nguy hiểm, nhưng kết quả việc dùng quyền lực quân sự thì thường gây nhiều thiệt hại hơn là lợi ích. Việc hợp tác quốc tế như vậy là vì lợi ích chung của mỗi nước.
- Quyền lực quân sự không chỉ là hình thức quyền lực duy nhất. Quyền lực kinh tế và quyền lực xã hội cũng gây rất nhiều ảnh hưởng. Ứng dụng quyền lực kinh tế thì hiệu lực hơn là sử sụng quyền lực quân sự.
- Các quốc gia khác nhau có các lợi ích căn bản khác nhau.
- Các luật lệ và tổ chức quốc tế có thể hỗ trợ các cộng tác chung, lòng tin cậy và thịnh vượng.

Thí dụ: Các quan hệ quốc tế giữa các thế lực lớn phương Tây rất hợp với mô hình lệ thuộc lẫn nhau phức tạp. Hoa Kỳ có những bất đồng quan trọng đối với các đồng minh Âu và Á Châu về mậu dịch và chính sách, nhưng mà khó có thể tưởng tượng là Hoa Kỳ sẽ dùng quyền lực quân sự đối đầu với một trong những đồng minh này. Thay vì vậy, Hoa Kỳ sẽ dựa vào các áp lực kinh tế và khích lệ để đạt được mục tiêu chính trị của mình.
Các lãnh vực nghiên cứu trong lý thuyết quan hệ quốc tế tự do bao gồm:
- Thuyết hòa bình dân chủ, và rộng hơn, ảnh hưởng của những loại chế độ chính trị trong nước và chính trị quốc nội lên quan hệ quốc tế;[1][2]

## Khác biệt với Chủ nghĩa hiện thực
Trong chính trị quốc tế, chủ nghĩa tự do đề cao vai trò của các cá nhân, các tổ chức xã hội dân sự và các tổ chức quốc tế với tư cách là các tác nhân trong quan hệ quốc tế bên cạnh chủ thể nhà nước, có khả năng hợp tác với nhau để cùng đạt được lợi ích chung, đặc biệt là thông qua các tổ chức quốc tế. Trong khi đó chủ nghĩa hiện thực, cho là hệ thống quốc tế là vô chính phủ, nhấn mạnh khía cạnh ích kỷ, xấu xa của bản chất con người và cho rằng quan hệ quốc tế là một trò chơi có tổng bằng không trong đó các quốc gia là chủ thể quan trọng luôn cạnh tranh lẫn nhau để sống còn. Mặc dù có những khác biệt, cả hai, chủ nghĩa hiện thực và chủ nghĩa tự do, phản ảnh những khía cạnh khác nhau của hệ thống quốc tế, mà chúng ta dựa vào để có thể thông hiểu.